# Abrantes
Abrantes (portugisiskt uttal: [ɐˈβɾɐ̃tɨʃ]
 ( lyssna)) är en stad i mellersta Portugal. Staden har cirka 17 800 invånare, och är huvudorten i Abrantes kommun med ungefär 39 900 invånare.
Floden Tejo blir härifrån och ned till kusten segelbar för mindre fartyg. General Jean-Andoche Junot erhöll 1807 av Napoleon titeln hertig av Abrantes. 

## Freguesias
Kommunen Abrantes består av 13 freguesias (kommundelar) och är belägen i Distrito de Santarém.

- Abrantes (São Vicente e São João) e Alferrarede
- Aldeia do Mato e Souto
- Alvega e Concavada
- Bemposta
- Carvalhal
- Fontes
- Martinchel
- Mouriscas
- Pego
- Rio de Moinhos
- São Facundo e Vale das Mós
- São Miguel do Rio Torto e Rossio ao Sul do Tejo
- Tramagal

## Kända personer
- Maria de Lurdes Pintassilgo, Portugals premiärminister 1979–1980